# Giulio Antonio Acquaviva

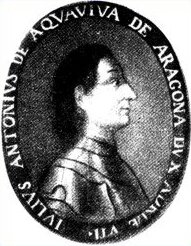
Porträt von Giulio Antonio Acquaviva als Condottiere, aufbewahrt im Ratssaal des Rathauses von Giulianova.

Giulio Antonio Acquaviva, später Acquaviva d’Aragona (* ca. 1428 in Atri; † 7. Februar 1481 in Minervino di Lecce), war ein italienischer Adliger und Condottiere, 7. Herzog von Atri und 1. Herzog von Teramo, Graf von Conversano und San Flaviano und Herr von Padula und Roseto.

## Leben
Giulio Antonio Er war der Sohn von Giosia Acquaviva, 6. Herzog von Atri und Graf von San Flaviano, und Antonella Migliorati.
Nach der Schlacht von San Flaviano zwischen Francesco Sforza und Niccolò Piccinino (25. Juli 1460) wurde San Flaviano im darauffolgenden Jahr von Matteo di Capuas Soldaten geplündert und in Schutt und Asche gelegt. Giulio Antonio Acquaviva zog es 1471 vor, die Stadt nicht wieder aufzubauen, sondern eine neue, höher gelegene Stadt in der Nähe der alten zu errichten: Giulia Nova.

Das Wappen der Familie Acquaviva d’Aragona

1478 befehligte er die Flotte, die das neapolitanische Heer des Königs Ferrante von Aragon unterstützte, der sich der Koalition von Papst Sixtus IV. gegen die Republik Florenz angeschlossen hatte. Er wurde mit dem Hermelin-Orden ausgezeichnet, weil er dem Herzog von Kalabrien, dem Sohn des Königs, mit Rat und Tat zur Seite stand. Außerdem wurde ihm am 30. April 1479 durch ein Privileg des Königs des Königreichs Neapel die Ehre zuteil, seinem Familiennamen den Namen von Aragonien (ital. Aragona) hinzuzufügen und das Familienwappen mit den Insignien des Königshauses zu schmücken.
Im Jahr 1480 begab er sich nach Apulien, um gegen die Osmanen zu kämpfen, die die Stadt Otranto verwüstet hatten und eine Bedrohung für Brindisi darstellten. Sein Ruhm ist mit dem Feldzug zur Rückeroberung von Otranto (1481) verbunden. Trotz seines hohen Alters wollte er nicht untätig in Lecce bleiben, sondern zog mit seinen Männern nach Otranto, wo er Schrecken unter den Osmanen verbreitete, die er in großer Zahl tötete und gefangen nahm.

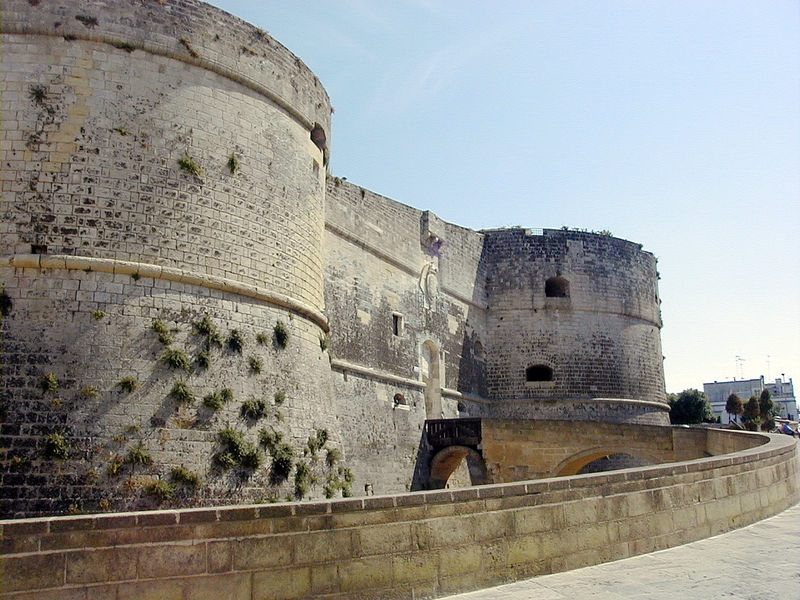
Blick auf die Festung von Otranto

Dort wurde er im Winter vom Herzog von Kalabrien, Alfons, als Leutnant zurückgelassen, der es vorzog, nach Neapel zurückzukehren. Giulio lagerte in Sternatia, kämpfte mit seinen Rittern und befreite christliche Gefangene von ihren Feinden. Er verlor sein Leben in einem Hinterhalt in der Nähe von Serrano: durch einen Krummsäbelhieb am Hals verwundet, der ihm eine tiefe Wunde zufügte, kämpfte der Graf weiter gegen die Osmanen, bis ihm ein zweiter Hieb den Kopf abtrennte, der zu Boden rollte. Der von den Türken geraubte Kopf wurde auf einen Spieß gespießt und zunächst auf den Zinnen der Burg von Otranto dem Gespött der Bevölkerung preisgegeben. Der Kopf wurde als Geschenk an den Sultan von Konstantinopel geschickt, der ihn nie an die Familie zurückgab, obwohl der Herrscher Druck ausübte und ein hohes Lösegeld bot. Sein Leichnam wurde auf dem Hauptaltar der Kirche von Sternatia beigesetzt und später nach Conversano überführt. Dort wurde er zusammen mit seiner Frau in der Kirche Santa Maria dell’Isola in einem Grabmal des apulischen Bildhauers Nuzzo Barba beigesetzt.

## Abstammung
| Vater Giosia Acquaviva      | Andrea Matteo I. Acquaviv | Antonio Acquaviva   | Matteo Acquaviva    |
| Vater Giosia Acquaviva      | Andrea Matteo I. Acquaviv | Antonio Acquaviva   | Jacopa Sanseverino  |
| Vater Giosia Acquaviva      | Andrea Matteo I. Acquaviv | Ceccarella Cantelmo | Restaino Cantelmo   |
| Vater Giosia Acquaviva      | Andrea Matteo I. Acquaviv | Ceccarella Cantelmo | Tommasa di Raiano   |
| Vater Giosia Acquaviva      | Caterina Tomacelli        | Andrea Tomacelli    | Giacomo Tomacelli   |
| Vater Giosia Acquaviva      | Caterina Tomacelli        | Andrea Tomacelli    | Verdella Caracciolo |
| Vater Giosia Acquaviva      | Caterina Tomacelli        | Jacopa di Vico      | ?                   |
| Vater Giosia Acquaviva      | Caterina Tomacelli        | Jacopa di Vico      | ?                   |
| Mutter Antonella Migliorati | ?                         | ?                   | ?                   |
| Mutter Antonella Migliorati | ?                         | ?                   | ?                   |
| Mutter Antonella Migliorati | ?                         | ?                   | ?                   |
| Mutter Antonella Migliorati | ?                         | ?                   | ?                   |
| Mutter Antonella Migliorati | ?                         | ?                   | ?                   |
| Mutter Antonella Migliorati | ?                         | ?                   | ?                   |
| Mutter Antonella Migliorati | ?                         | ?                   | ?                   |
| Mutter Antonella Migliorati | ?                         | ?                   | ?                   |

## Nachkommen
Giulio Antonio Acquaviva heiratete 1446 Giacoma Camponeschi, Tochter von Luigi, Graf von Montorio; heiratete 1456 erneut Caterina Orsini del Balzo, Gräfin von Conversano, leibliche Tochter des Fürsten von Tarent Giovanni Antonio Orsini del Balzo, mit der er vier Söhne und eine Tochter hatte:
1. Giovanni Antonio, Markgraf von Bitonto, der während seines Aufenthalts in Pisa starb;
2. Andrea Matteo, Herzog von Atri und Graf von Conversano und Giulianova, der in erster Ehe Isabella Piccolomini Todeschini von Aragon, Tochter von Antonio, 1. Herzog von Amalfi und Graf von Celano, geheiratet hatte und nach seiner Verwitwung 1509 in zweiter Ehe Caterina della Ratta heiratete;
3. Donato, Bischof von Conversano von 1499 bis 1528;
4. Belisarius, Condottiere, 1. Herzog von Nardò und 14. Graf von Conversano, der Sveva Sanseverino heiratete;
5. Paola, die 1500 zunächst Onorato Sanseverino und dann 1521 Antonio Cantelmo heiratete.[5]

Giulio Antonio Acquaviva heiratete später in dritter Ehe Maria Spinelli.